# Rubén Poma
Rubén Enrique Poma Rojas (Yacuiba, 14 de junio de 1946-Santa Cruz de la Sierra, 23 de diciembre de 2023) fue un abogado, antropólogo y comunicador social boliviano. Es reconocido por explorar y mostrar el territorio boliviano a través del programa de televisión Jenecherú. El programa fue emitido por 42 años en diferentes canales. Tuvo su comienzo en el Canal Universitario en la década de  1970y el mismo fue emitido desde 1979 hasta el 2000.

## Biografía
Rubén Poma nació en Yacuiba el 14 de junio de 1946. Trabajó como funcionario público en la alcaldía. Fue gimnasta y futbolista para el Club Destroyers y posteriormente fue creador del programa Jenecherú. Poma ingresó a la vida política convirtiéndose en senador, viceministro y ministro con el partido UCS. Concluida su gestión, se dedicó a la docencia. El Museo de Etnografía y Folclore  reconoció su compromiso social citándolo en su revista Thaki acerca de la sensibilidad que requiere el investigador para ingresar a contextos rurales.
Recibió la orden Dr. Andrés Ibáñez en el grado de Gran Cruz Potenzadaademás de un reconocimiento por al Centro Cultural de Santa Cruz y la Gobernación del mismo departamento lo reconoció como cruceño ilustre.
Poma falleció a causa de un derrame cerebral a la edad de 77 años.

## Jenecherú
El programa televisivo Jenecherú fue creado con apoyo de Jorge Gil, director de Televisión Universitaria de Santa Cruz. El nombre del programa viene del guaraní "jendi sheru", que significa: «mi padre el fuego».La tradición cuenta que el jenecherú era un trozo de madera que se llevaba en los viajes y que mantenía el fuego ardiendo. Una vez que los viajeros llegaban a una pascana o sitio de descanso, ellos sacaban el jenecherú para encender el fuego.
El programa fue ofrecido a Poma debido a que él era un radialista reconocido en la ciudad. Poma pidió un camarógrafo, que finalmente sería Adrián Bernal, su amigo cercano, quién también lo acompañó durante las grabaciones de los programas.
La videoteca de Jenecherú se encuentra en resguardo de sus hijos y nietos. La misma sufrió varios problemas debido a diferentes patologías.